# Arma di origine

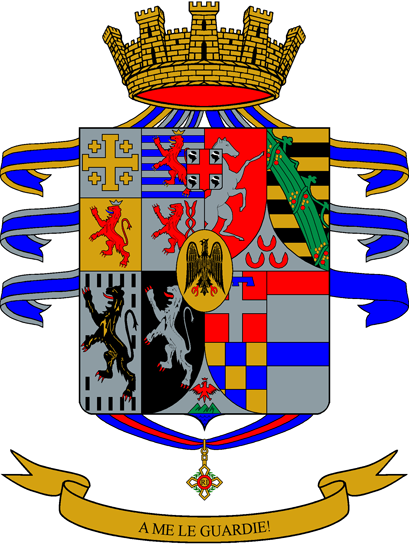
Stemma 1° Rgt Granatieri di Sardegna

In araldica, si definisce arma di origine quella adottata per prima nel tempo, per dimostrare appunto la loro origine.
Un esempio ben noto è quello di Casa Savoia. La croce d'argento in campo rosso è l'arma attuale, ma l'"arma di origine" era quella della contea di Moriana, antichissimo dominio sabaudo, l'aquila col volo abbassato. Successivamente questa insegna è divenuta nota come Savoia antica, anche se spesso l'aquila venne modificata spiegandone il volo. 
Nello stemma del 1° Rgt Granatieri di Sardegna, che si può dire corrisponda alle grandi armi di Casa Savoia, sul tutto è presente lo scudetto ad ancile con l'arma di origine della Casa, l'arma di Moriana.